# Колборн, Джо
Джо Колборн (англ. Joe Colborne; род. 30 января 1990, Калгари, Канада) — канадский хоккеист, центральный нападающий. 

## Игровая карьера
Джо Колборн был выбран в первом раунде драфта НХЛ 2008 года командой «Бостон Брюинз». 31 мая того же года подписал с клубом контракт новичка, но за основную команду так и не сыграл. 18 февраля 2011 года «Бостон» обменял Колборна и драфт-пик в первом раунде драфта 2011 года плюс один условный драфт-пик в «Торонто» на защитника Томаша Каберле.
Свой первый матч в НХЛ Колборн провел в уже в составе «Торонто» против «Монреаля», в котором отметился результативной передачей. Первую шайбу в НХЛ Колборн забросил в ворота Дуэйна Ролосона из «Тампы» 22 ноября 2011 года.
Большую часть времени Джо Колборн играл в фарм-клубе «Мейпл Лифс» — «Торонто Марлис», лишь изредка попадая в основную команду из-за травм ведущих игроков или их неважной игры. За неполных три сезона, проведенных в системе «кленовых листьев», он принял участие только в 16 играх НХЛ.
11 июля 2013 года продлил контракт с клубом на один год.
29 сентября 2013 года Джо Колборн перешёл в «Калгари Флеймз» в обмен на выбор в четвёртом раунде драфта 2014 года.